# Lardy
Lardy és un municipi francès, situat al departament de l'Essonne i a la regió de Illa de França. L'any 2007 tenia 5.754 habitants.
Forma part del cantó d'Arpajon, del districte d'Étampes i de la Comunitat de comunes Entre Juine et Renarde.

## Demografia

### Població
El 2007 la població de fet de Lardy era de 5.754 persones. Hi havia 2.070 famílies, de les quals 478 eren unipersonals (212 homes vivint sols i 266 dones vivint soles), 519 parelles sense fills, 912 parelles amb fills i 161 famílies monoparentals amb fills.
La població ha evolucionat segons el següent gràfic:
Habitants censats

### Habitatges
El 2007 hi havia 2.250 habitatges, 2.109 eren l'habitatge principal de la família, 57 eren segones residències i 84 estaven desocupats. 1.860 eren cases i 381 eren apartaments. Dels 2.109 habitatges principals, 1.666 estaven ocupats pels seus propietaris, 404 estaven llogats i ocupats pels llogaters i 39 estaven cedits a títol gratuït; 99 tenien una cambra, 197 en tenien dues, 346 en tenien tres, 446 en tenien quatre i 1.021 en tenien cinc o més. 1.781 habitatges disposaven pel capbaix d'una plaça de pàrquing. A 1.026 habitatges hi havia un automòbil i a 889 n'hi havia dos o més.

### Piràmide de població
La piràmide de població per edats i sexe el 2009 era:
| Homes | Edats   | Dones |
| ----- | ------- | ----- |
| 0     | 95 o +  | 8     |
| 8     | 90 a 94 | 0     |
| 20    | 85 a 89 | 32    |
| 16    | 80 a 84 | 28    |
| 36    | 75 a 79 | 72    |
| 64    | 70 a 74 | 96    |
| 132   | 65 a 69 | 96    |
| 92    | 60 a 64 | 132   |
| 88    | 55 a 59 | 112   |
| 160   | 50 a 54 | 184   |
| 144   | 45 a 49 | 124   |
| 176   | 40 a 44 | 128   |
| 168   | 35 a 39 | 208   |
| 240   | 30 a 34 | 188   |
| 152   | 25 a 29 | 160   |
| 116   | 20 a 24 | 68    |
| 124   | 15 a 19 | 112   |
| 148   | 10 a 14 | 168   |
| 124   | 5 a 9   | 164   |
| 124   | 0 a 4   | 132   |

## Economia
El 2007 la població en edat de treballar era de 3.720 persones, 2.865 eren actives i 855 eren inactives. De les 2.865 persones actives 2.654 estaven ocupades (1.375 homes i 1.279 dones) i 212 estaven aturades (109 homes i 103 dones). De les 855 persones inactives 245 estaven jubilades, 369 estaven estudiant i 241 estaven classificades com a «altres inactius».

### Ingressos
El 2009 a Lardy hi havia 2.073 unitats fiscals que integraven 5.508,5 persones, la mediana anual d'ingressos fiscals per persona era de 24.777 €.

### Activitats econòmiques
Dels 174 establiments que hi havia el 2007, 1 era d'una empresa extractiva, 2 d'empreses alimentàries, 5 d'empreses de fabricació d'altres productes industrials, 28 d'empreses de construcció, 28 d'empreses de comerç i reparació d'automòbils, 9 d'empreses de transport, 14 d'empreses d'hostatgeria i restauració, 4 d'empreses d'informació i comunicació, 11 d'empreses financeres, 5 d'empreses immobiliàries, 20 d'empreses de serveis, 32 d'entitats de l'administració pública i 15 d'empreses classificades com a «altres activitats de serveis».
Dels 62 establiments de servei als particulars que hi havia el 2009, 1 era una gendarmeria, 1 oficina de correu, 5 oficines bancàries, 3 funeràries, 6 tallers de reparació d'automòbils i de material agrícola, 1 autoescola, 5 paletes, 2 guixaires pintors, 2 fusteries, 10 lampisteries, 2 electricistes, 3 empreses de construcció, 5 perruqueries, 2 veterinaris, 10 restaurants, 3 agències immobiliàries i 1 saló de bellesa.
Dels 10 establiments comercials que hi havia el 2009, 1 era una gran superfície de material de bricolatge, 3 botiges de menys de 120 m², 1 una botiga de menys de 120 m², 1 una fleca, 1 una peixateria, 1 una llibreria, 1 una sabateria i 1 una joieria.
L'any 2000 a Lardy hi havia 5 explotacions agrícoles.

## Equipaments sanitaris i escolars
Els 2 equipaments sanitaris que hi havia el 2009 eren farmàcies.
El 2009 hi havia 2 escoles maternals i 3 escoles elementals. Lardy disposava d'un col·legi d'educació secundària amb 259 alumnes.

## Poblacions més properes
El següent diagrama mostra les poblacions més properes.